# 桑杰
桑杰（藏語：སངས་རྒྱས，威利转写：sangs rgyas，1949年8月—），青海贵德人，中华人民共和国政治人物。
早年参加中央党校第五期中青年干部培训班毕业。后担任青海省交通厅厅长。2002年至2003年，担任青海省人大常委会党组成员。2003年1月，当选青海省人大常委会副主任。2008年1月，再次当选。